# Rhithrogena rolandi
Rhithrogena rolandi is een haft uit de familie Heptageniidae. De wetenschappelijke naam van de soort is voor het eerst geldig gepubliceerd in 1995 door Weichselbaumer.
De soort komt voor in het Palearctisch gebied.